# Király József (püspök)
Király József (Komárom, 1737. április 4. – Balatonfüred, 1825. július 17.) római katolikus püspök volt Pécs városában, a korabeli tudomány és irodalom pártfogója.
Édesanyja Jókay Kata, az ő testvére, Jókay Sámuel pedig dédapja Jókai Mórnak.

## Életrajza
A teológiát Nagyszombatban végezte. 1764-ben Dunamocson, utána 1794-ben Udvardon volt plébános. 1805-ben esztergomi kanonokká és a nagyszombati papnevelő rektorává nevezték ki. Az 1807. évi országgyűlésen képviselő volt, és ugyanezen évben 71 évesen választották meg pécsi püspöknek, mely címet csaknem két évtizedig viselhette. Számos alapítványt tett, például a mohácsi csata évfordulóján létrehozott egy 3000 koronás alapítványt, amely arra lett volna hivatott, hogy biztosítsa az ütközet méltó megünneplésének feltételeit. A katolikus ifjúság nevelésére iskolai ösztöndíjat alapított, és az egyházmegye elaggott papjai intézete számára 10 000 forintot adományozott. A pozsonyi zsinaton a Káldy-fordította szentírás megjobbítására alakult bizottság elnöke volt. Az 1820-as rendelet alapján megtiltotta a további temetkezéseket a székesegyház talajába, ekkor alakították ki a püspöki és a káptalani kriptát is. A püspök egyébként annyira nem érezte otthonának Pécs városát, hogy a Püspöki Palotára kiíratta: „szállás ez, nem ház”. Nem is a Mecsek alján halt meg, hanem egy balatonfüredi gyógykezelés közben, 1825-ben.
Király József püspök előde 1807-ig Görgey Márton volt, utána pedig Szepesy Ignác (1828-1838) következett.

## Király utca
Király József püspökről kapta nevét Pécs híres sétálóutcája. 1820. március 27-én hatalmas tűzvész következtében leégett a Budai városrész épületeinek csaknem egytizede. Dr. Ódor Imre, a Baranya Megyei Levéltár igazgatója szerint a püspök kiemelkedő szociális érzékenysége késztette arra a városvezetőket – a tűzvész után csaknem fél évszázaddal, 1864-ben, hogy a város fő utcáját Király Józsefről nevezzék el.

## Csatatéri emlékkápolna
A mohácsi klasszicista stílusú kápolnát (Fájdalmas Szűz) 1816-ban Király József pécsi püspök építtette a mohácsi ütközetben elesettek emlékére. A kápolnában látható ifj. Dorfmeister István két híres festménye. Az egyik kép az 1526-os mohácsi csatát és II. Lajos király tragédiáját ábrázolja, másikon pedig az úgynevezett második mohácsi csata, az 1687-es győztes ütközet egy jelenete látható. A kápolna üvegablaka – Haranghy Jenő alkotása – Kanizsai Dorottyát, Perényi Imre nádor feleségét örökíti meg. Kanizsai Dorottya volt az, aki az 1526-os csata után jobbágyaival eltemette a csatatéren elhunyt katonákat.

## Művei
1. Dicsőséges szent István Magyarország első királyának és apostolának tiszteletére intéztetett beszéd, melyet a nemes magyar nemzet nemzeti jeles inneplése alkalmatosságával Bécsben a t. p. kapuczinusok templomában kis-asszony havának 21-ik napján 1803
2. Ondo officii divini peragendi juxta ritum breviarii, et missalis romani anno a Chr. n. 1818. in usum dioecesis Quinque-Ecclesiensis editus. Quinque-Ecclesiis, 1818.(Ugyanaz 1819-re Pest, 1818., 1820-ra Uo. 1819., 1822-re, Uo. 1822. és 1823-ra, Uo. 1823)
3. Kéziratban: Levele B. Dániel őrgeneral özvegyének Borbereki Lárának férje halálát jelentő szomorú levelére felelete 1810. aug. 12. (Másolat a budapesti egyetemi könyvtárban a Szilasy János-féle gyűjteményben 4rét 86. 1. sz.)